# Stijn D'Hulst
Stijn D'Hulst (Kortrijk, 24 april 1991) is een Belgische volleyballer. Zijn positie is spelverdeler.

## Levensloop
D'Hulst is op 6-jarige leeftijd beginnen volleyballen bij VT Kortrijk en vervolgens VT Marke-Webis. Hij ging naar de Topsportschool te Vilvoorde en kwam in seizoen 2009-'10 uit met het Vlaamse Belofteteam in eerste nationale A. Op zijn 19e maakte hij de overstap naar het professioneel volleybal en sloot hij aan bij Knack Roeselare. Als speler van deze club werd hij vijfmaal landskampioen (2013, 2014, 2015, 2016 en 2017) en viermaal bekerwinnaar (2011, 2013, 2016 en 2017). Ook behaalde hij brons in de CEV Cup en won hij driemaal de Supercup (2010, 2013 en 2014). 
Vervolgens maakte hij in 2017 de overstap naar SWD Powervolleys Düren. Vervolgens ging hij twee seizoenen aan de slag bij de Italiaanse kampioen Cucine Lube Civitanova. Met deze club werd hij landskampioen (2019) en bekerwinnaar (2020). Tevens won hij met Civitanova de Champions League (2019) en het wereldkampioenschap voor clubs (2019). Voor seizoen 2020-'21 keerde D'Hulst terug naar de Belgische competitie, alwaar hij wederom aansloot bij Knack Roeselare. De vernieuwde samenwerking resulteerde in twee landstitels en eindzeges in de Beker van België (2021 en 2023). Ook won hij met Knack Roeselare de Supercup (2022) en was hij finalist in de CEV Cup. In 2021 werd D'Hulst verkozen tot Speler van het Jaar.
In 2013 speelde Stijn zijn eerste officiële wedstrijd voor de nationale ploeg, de Red Dragons. Sindsdien heeft hij al enkele campagnes met de Red Dragons achter de rug.

## Nationale ploeg
| Jaar | Campagne               | Resultaat  |
| ---- | ---------------------- | ---------- |
| 2013 | European League        | 1e plaats  |
| 2015 | Europees Kampioenschap | 10e plaats |
| 2017 | Europees Kampioenschap | 4e plaats  |
| 2018 | Wereldkampioenschap    | 7e plaats  |
| 2019 | Europees Kampioenschap | 9e plaats  |